# Zamayón
Zamayón es un municipio y localidad española de la provincia de Salamanca, en la comunidad autónoma de Castilla y León. Se integra dentro de la comarca de la Tierra de Ledesma. Pertenece al partido judicial de Salamanca y a la Mancomunidad Comarca de Ledesma.
Su término municipal está formado por las localidades de El Plantío, Zamayón y Zamocino, ocupa una superficie total de 30,90 km² y según los datos demográficos recogidos por el INE en el año 2017, cuenta con una población de 207 habitantes.

## Símbolos

Representación heráldica del blasón aprobado de Zamayón.

### Escudo
El escudo heráldico que representa al municipio fue aprobado el 17 de enero de 1995 con el siguiente blasón:

«Escudo de gules, con el Cristo de las Batallas al natural, sumado de una cruz de Malta, moderna, de plata, timbrado de la Corona Real española. »
Boletín Oficial del Estado nº 42 de 18 de febrero de 1995

## Etimología
Es notoria la disposición del caserío sobre un pequeño cerro cónico, en cuyo vértice se encuentra, ya ruinosa, la llamada casa de los Vinculeros. El topónimo hará alusión a este hecho. Se trata de un doble diminutivo de la voz cima < lat. CȲMA. De forma regular *CȲMĀCŬLU- > cimayo, cimao; forma castellana cimajo. Puede compararse el paraje de Los Cimayos (Muga de Sayago). El traslado del acento causado por la segunda suficación en –ón (valor despectivo diminutivo: ‘montículo pequeñajo’) libera la vocal protónica permitiendo el proceso asimilatorio *Cimayón > Zamayón. El mismo origen tendrá el nombre del pueblo soriano Zamajón. En la dehesa vecina de Zamocino se observa la adición de un nuevo sufijo diminutivo diferenciador. La hipótesis planteada por Llorente, según la cual, el topónimo podía proceder de una raíz preindoeuropea *sam- alusiva a los suelos húmedos y ricos en vegetación queda debilitada a la luz de la documentación antigua.

## Historia
La reconquista de Zamayón fue realizada por los reyes de León una vez que fueron reconquistados Ledesma, Juzbado, Guadramiro o Salamanca por Ramiro II de León en el siglo X. Posteriormente, en 1136 Zamayón fue otorgado por el rey Alfonso VII de León al obispado de Salamanca. Más tarde Zamayón formó parte de la encomienda de la Orden de San Juan junto con Casasola, La Izcalina, Juzbado y Valdelosa. Con la creación de las actuales provincias en 1833, Zamayón quedó encuadrado en la provincia de Salamanca, dentro de la Región Leonesa.

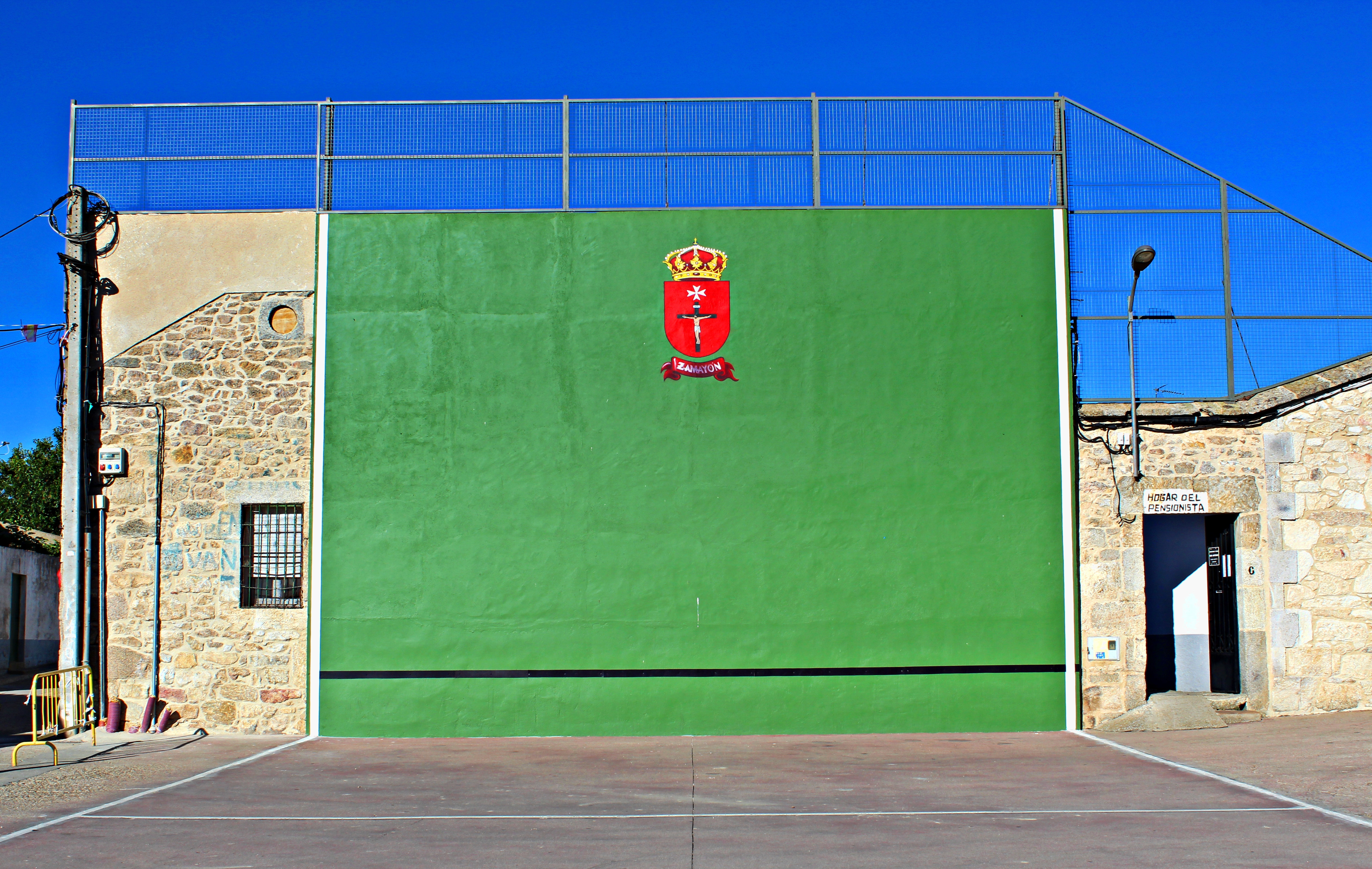
Frontón.

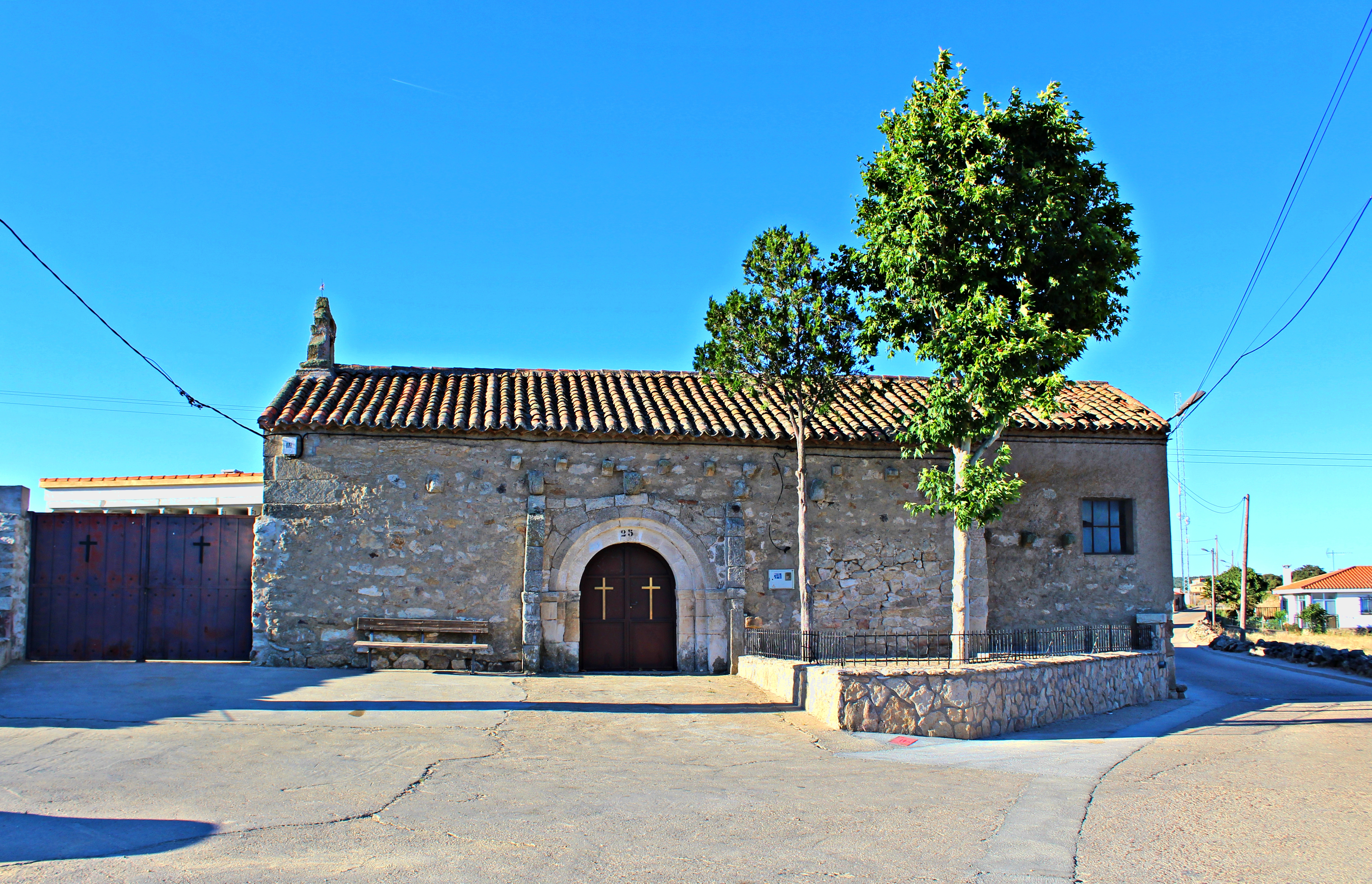
Ermita y cementerio.

## Geografía humana

### Demografía
Cuenta con una población de 192 habitantes (INE 2024).
| Gráfica de evolución demográfica de Zamayón entre 1842 y 2021                                                         |
| |
| Población de derecho según los censos de población del INE. Población de hecho según los censos de población del INE. |

### Núcleos de población
El municipio se divide en varios núcleos de población, que poseían la siguiente población en 2015 según el INE.
| Núcleo de población | Población |
| ------------------- | --------- |
| Zamayón             | 191       |
| El Plantío          | 2         |
| Zamocino            | 1         |

### Transportes
Hasta la capital municipal discurren tres carreteras, la carretera DSA-511, que une la localidad con Valdelosa, la SA-CV-62 que permite comunicar con Palacios del Arzobispo y la carretera SA-305 y por último la carretera SA-CV-143, que nace del entronque con la DSA-510 en Torresmenudas y que a través de esta permite comunicar con los vecinos municipios de Forfoleda y Calzada de Valdunciel, donde existe una salida de la autovía Ruta de la Plata que une Gijón con Sevilla y permite dirigirse tanto a Zamora y el norte peninsular como a la capital provincial y el sur del país. La mencionada carretera DSA-510 permite también el enlace con la N-630, de igual recorrido que la autovía, al desembocar en ella.
No existen comunicaciones de autobús regulares ni servicios ferroviarios y el aeropuerto más cercano es el aeropuerto de Salamanca, a 52 km de distancia.

## Administración y política
| Partido político                         | 2019  | 2019  | 2019       | 2015  | 2015  | 2015       | 2011  | 2011  | 2011       | 2007  | 2007  | 2007       | 2003  | 2003  | 2003       |
| Partido político                         | %     | Votos | Concejales | %     | Votos | Concejales | %     | Votos | Concejales | %     | Votos | Concejales | %     | Votos | Concejales |
| Partido Popular (PP)                     | 41,40 | 65    | 2          | 30,56 | 51    | 3          | 36,43 | 51    | 3          | 50,78 | 65    | 4          | 50,37 | 68    | 4          |
| Partido Socialista Obrero Español (PSOE) | 47,13 | 74    | 3          | 34,93 | 51    | 3          | 27,14 | 38    | 1          | 40,63 | 62    | 1          | 41,48 | 56    | 1          |
| Ciudadanos (Cs)                          | 2,55  | 4     | 0          | 27,40 | 40    | 1          | —     | —     | —          | —     | —     | —          | —     | —     | —          |
| Coalición SI por Salamanca (SI)          | —     | —     | —          | —     | —     | —          | 28,57 | 40    | 1          | —     | —     | —          | —     | —     | —          |
| Unión del Pueblo Salmantino (UPSa)       | —     | —     | —          | —     | —     | —          | —     | —     | —          | 3,91  | 5     | 0          | 5,93  | 8     | 0          |